# Opéra national de Montpellier
L'Opéra national de Montpellier Languedoc-Roussillon è una compagnia d'opera situata in Place de la Comédie a Montpellier, Francia.

## Storia
La compagnia fu fondata nel 1755 e nel 2002 ottenne lo status di Opera Nazionale dal Ministero della Cultura francese.
L'azienda utilizza due edifici principali per le sue esibizioni. L'Opéra Comédie, costruita in stile italiano e inaugurata nel 1888, ospita un auditorium principale da 1.200 posti e la sala da concerto Salle Molière da 350 posti. L'interno del teatro dell'opera in stile italiano, costruito dal 1884 al 1888 da Cassien Bernard, allievo di Charles Garnier, è degno di nota per la critica. Dal 1990 la compagnia si è esibita anche all'Opéra Berlioz da 2.000 posti nel complesso artistico Le Corum.
L'orchestra dell'opera è l'Orchestre national de Montpellier Languedoc-Roussillon.